# احد بیوته
 احد بیوته هنرمند و نماینده دوره دوازدهم مجلس شورای اسلامی از حوزه انتخابیه اردبیل، نمین، نیر و سرعین است.
احد بیوته نماینده مردم در دوازدهمین دوره مجلس شورای اسلامی از حوزه (اردبیل،نیر،نمین ،سرعین) ناظر مجلس در شورای عالی میراث فرهنگی دانش آموخته مدیریت رسانه کارشناسی ارشد مدیریت امور فرهنگی  و دکترای مدیریت در دانشگاه تهران مؤسس مرکز نیکوکاری و گروه جهادی حیات سسی تهیه کننده ،کارگردان و مجری ملی و بین المللی _نویسنده و پژوهشگر(نویسنده بزرگ ترین دایرة المعارف ترکی آذربایجانی،کتاب یک روز از تاریخ ایران و…) _مؤلف مقاله های ملی و بین المللی